# Colima (Vulkan)
Der Colima ist ein mexikanischer Vulkan und besteht aus zwei Erhebungen: dem älteren und inaktiven Nevado de Colima (4330 m), auch Zapotepetl genannt, sowie dem jüngeren und sehr aktiven Volcán de Colima (3850 m), welcher etwas südlicher liegt und auch als Volcán de Fuego de Colima bekannt ist. Er ist der aktivste Vulkan Mexikos.

## Lage
Der Vulkan Colima liegt an der Grenze des gleichnamigen Bundesstaats Colima zu Jalisco, die Pazifikküste ist nur etwa 100 km entfernt. Die Stadt Colima liegt ca. 60 km (Luftlinie) südlich des Berggipfels im Bundesstaat Colima.

## Geologie
In der späten Zeit des Pleistozäns fand ein riesiger Bergrutsch statt, der ca. 25 km³ an Geröll bis zu 120 km bewegte und den Pazifischen Ozean erreichte. Ein Gebiet von etwa 2200 km² wurde von dem Geröll bedeckt. Massive Ereignisse dieser Art scheinen alle paar Jahrtausende stattzufinden. Der derzeitige aktive Kegel liegt in einer großen Caldera, die wahrscheinlich aus einer Kombination von Bergrutschen und großen Eruptionen gebildet wurde. Ende der 1990er Jahre wurden die beiden Kegel mit Messinstrumenten verkabelt. 

## Vulkanische Aktivität

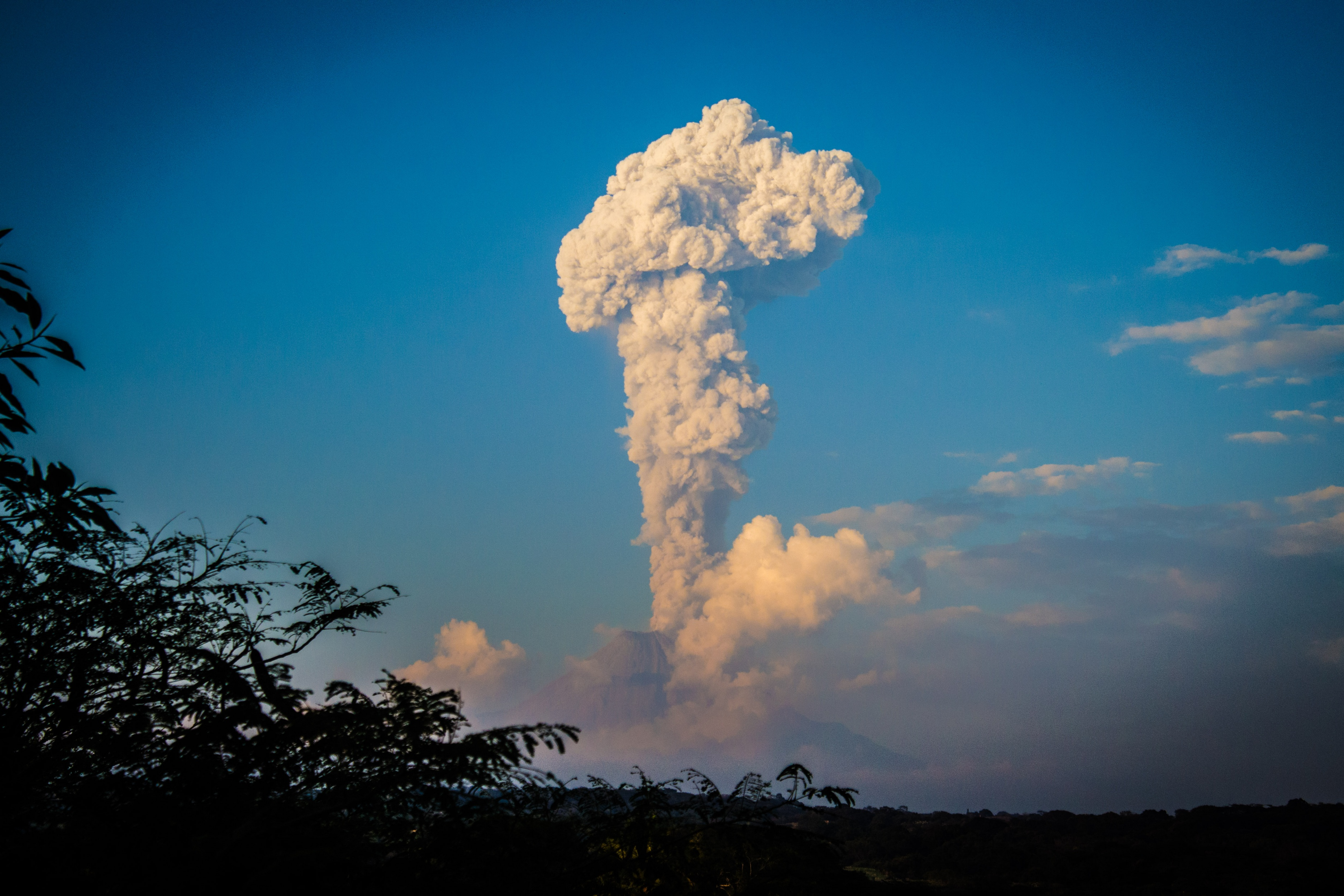
17. Dezember 2016

Der Colima hat eine fünf Millionen Jahre alte Geschichte vulkanischer Aktivität und wird von den UN zu den 16 gefährlichsten Vulkanen der Welt gezählt. Seit 1576 brach er mehr als 40 Mal aus. Bei der bislang heftigsten bekannten Eruption 1913 ging noch im 120 km entfernten Guadalajara Asche nieder. 
In den letzten Jahren mussten die umliegenden Dörfer aufgrund vulkanischer Aktivitäten des Öfteren evakuiert werden. Ein Ausbruch am 23. Mai 2005 war der heftigste seit 1991, am 4. Juni 2005 fand ein weiterer Ausbruch statt, der Asche bis in eine Höhe von 9 km in die Atmosphäre schleuderte. Es war damit der stärkste Ausbruch der vorhergegangenen zwei Jahrzehnte. Daraufhin wurde eine Sperrzone von 7,5 km errichtet und die 300.000 Bewohner der Umgebung auf eine mögliche Evakuierung vorbereitet. Nach einer Ruhephase stieß der Vulkan am 6. Januar 2013 erneut eine Aschewolke aus.
Zu einem erneuten Ausstoß einer Aschewolke kam es am 21. November 2014, die etwa 5 km Höhe erreichte.

Panoramaansicht von der Vulkanbeobachtungsstation auf dem Nevado de Colima; im Hintergrund links von der Mitte in ca. 5 km Entfernung der aktive Volcán de Fuego de Colima

## Besteigung
Die Besteigung des Nevado de Colima ist möglich: Eine Pistenstraße führt bis zur Wetterstation in ca. 4000 m Höhe; der Gipfel ist mit Wanderschuhen zu erreichen. Eine Besteigung des häufig aktiven Volcán de Fuego de Colima ist nur in Begleitung eines erfahrenen Führers gestattet.